# Herdt-Verlag
Der Herdt-Verlag für Bildungsmedien GmbH ist einer der führenden Verlage für Bildungsmedien im deutschsprachigen Raum. Er hat seinen Hauptsitz in Bodenheim bei Mainz. Der Verlag ist mit seinem Schwerpunkt IT-Bildungsmedien in diesem Bereich Marktführer in Deutschland, Österreich und der Schweiz und produziert jährlich rund 1,2 Millionen Bücher zu diversen Themen. Seit Sommer 2011 werden diese Bücher mit der ersten in Europa in Betrieb genommenen digitalen Druckmaschine T200 von Hewlett-Packard produziert.

## Geschichte
Ansbert Herdt gründete zusammen mit seiner Ehefrau Andrea 1991 den Verlag aus Unzufriedenheit über das damals verfügbare Lehrmaterial für IT-Kurse und mit dem gesammelten Wissen aus von ihm gehaltenen Computerkursen, für die er die Unterlagen selbst geschrieben hatte. Gründungsstandort des Verlages war Nackenheim. Seit 2001 befindet sich der Hauptsitz in Bodenheim bei Mainz. 2013 haben die Gründer Andrea und Ansbert Herdt wieder die Leitung des Verlages übernommen.

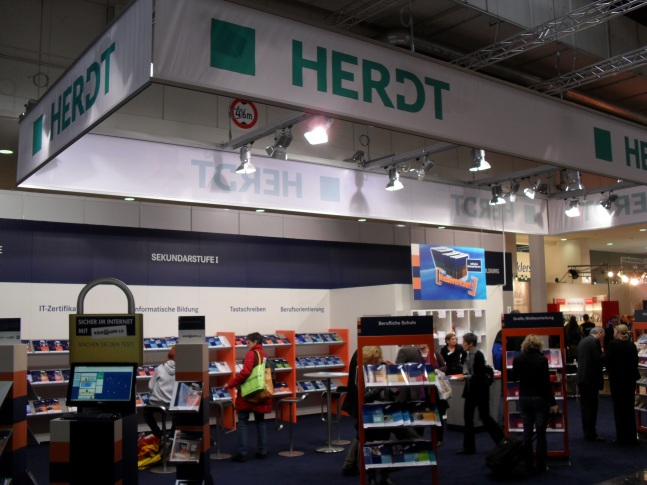
Messestand des Herdt-Verlags auf der didacta 2012

## Unternehmensstruktur
In Bodenheim werden – annähernd einmalig im deutschen Verlagswesen – Bücher teilweise inhouse geschrieben und redaktionell bearbeitet. Außerdem wird von der Druckvorstufe über den Druck und den Vertrieb alles im eigenen Haus gemanagt. Aktuell arbeiten rund 40 Mitarbeiter bei HERDT, hinzu kommen viele freie Autoren, unter ihnen Lehrer und Trainer, die mit ihrer Praxiserfahrung eine große Bereicherung sind. Der Verlag hat im deutschsprachigen Raum Dependancen in Wien und in Dübendorf bei Zürich und kooperiert mit diversen weiteren Partnern.
Alljährlich präsentiert der Herdt-Verlag auf den Messen Learntec und didacta seine Neuerscheinungen.

## Programmspektrum
Produziert werden Bücher, zunehmend auch E-Books, digitale web- oder computerbasierte Anwendungen und Apps für Tablets und Smartphones, zu mehr als 500 IT-Themen für Unternehmen, Schulen, Volkshochschulen und Universitäten, aber auch für Privatkunden. Das Verlagsprogramm umfasst u. a. Bücher sowie digitale Lernmedien zu Office-Anwendungen, Netzwerktechnik und Grafik-/DTP-Programmen, Produkte zu den Zertifikaten Europäischer Computer Führerschein ICDL, Xpert und Schweizerisches Informatik-Zertifikat, aber auch PC-Einsteigerliteratur sowie Bücher für Grundschulen und weiterführende Schulen (beispielsweise für den Mathematikunterricht).